# Céréalier

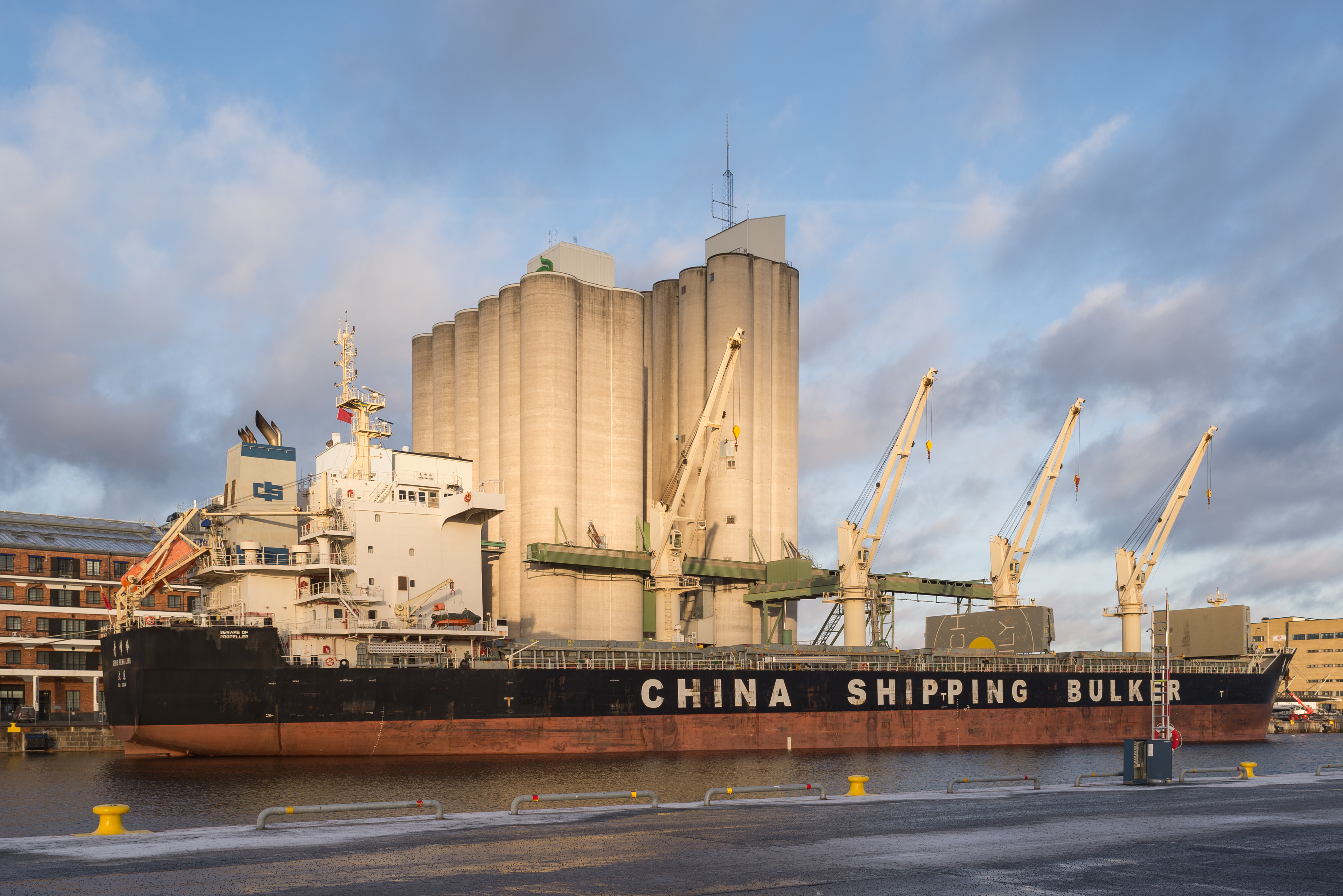
Navire Qing Feng Ling en décembre 2015

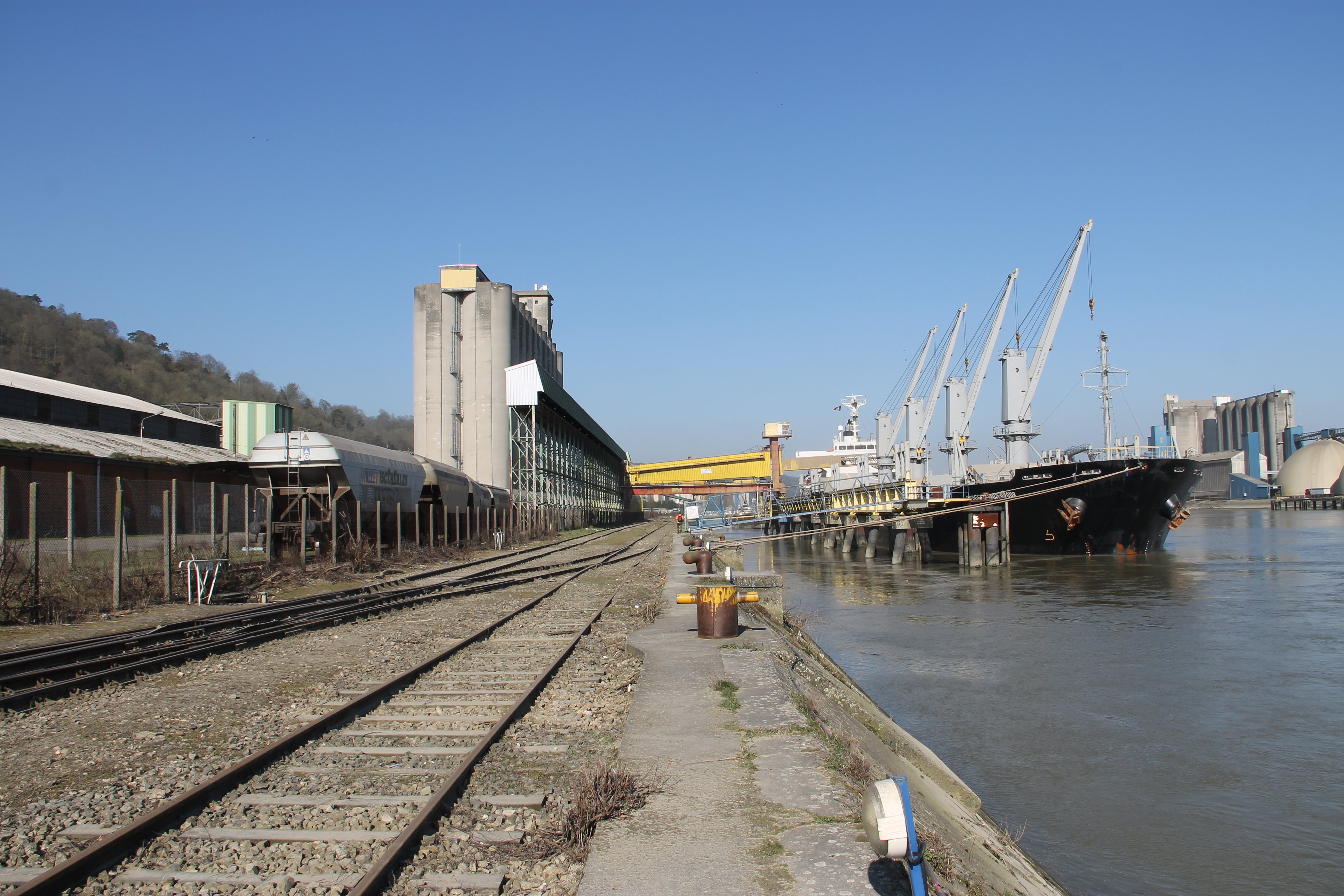
Céréalier au terminal Lecureur - Port de Rouen (2018).

Un céréalier est un navire vraquier spécialisé dans le transport de céréales. Leur conception, construction et opération sont similaires à celles des autres vraquiers, se reporter à cet article pour plus de détails ; on trouvait cependant des céréaliers avec un pont intermédiaire jusque dans les années 1970, mais ce type a pratiquement disparu à présent.
La plupart des céréaliers sont de taille moyenne, dite Panamax ; leur taille a augmenté progressivement depuis les années 1970. Les céréales représentent environ 10 % des marchandises transportées par les vraquiers. Le blé et le maïs sont transportés en grandes quantités, tandis que le riz est plus souvent transporté en sacs sur des cargos polyvalents.

## Photographies

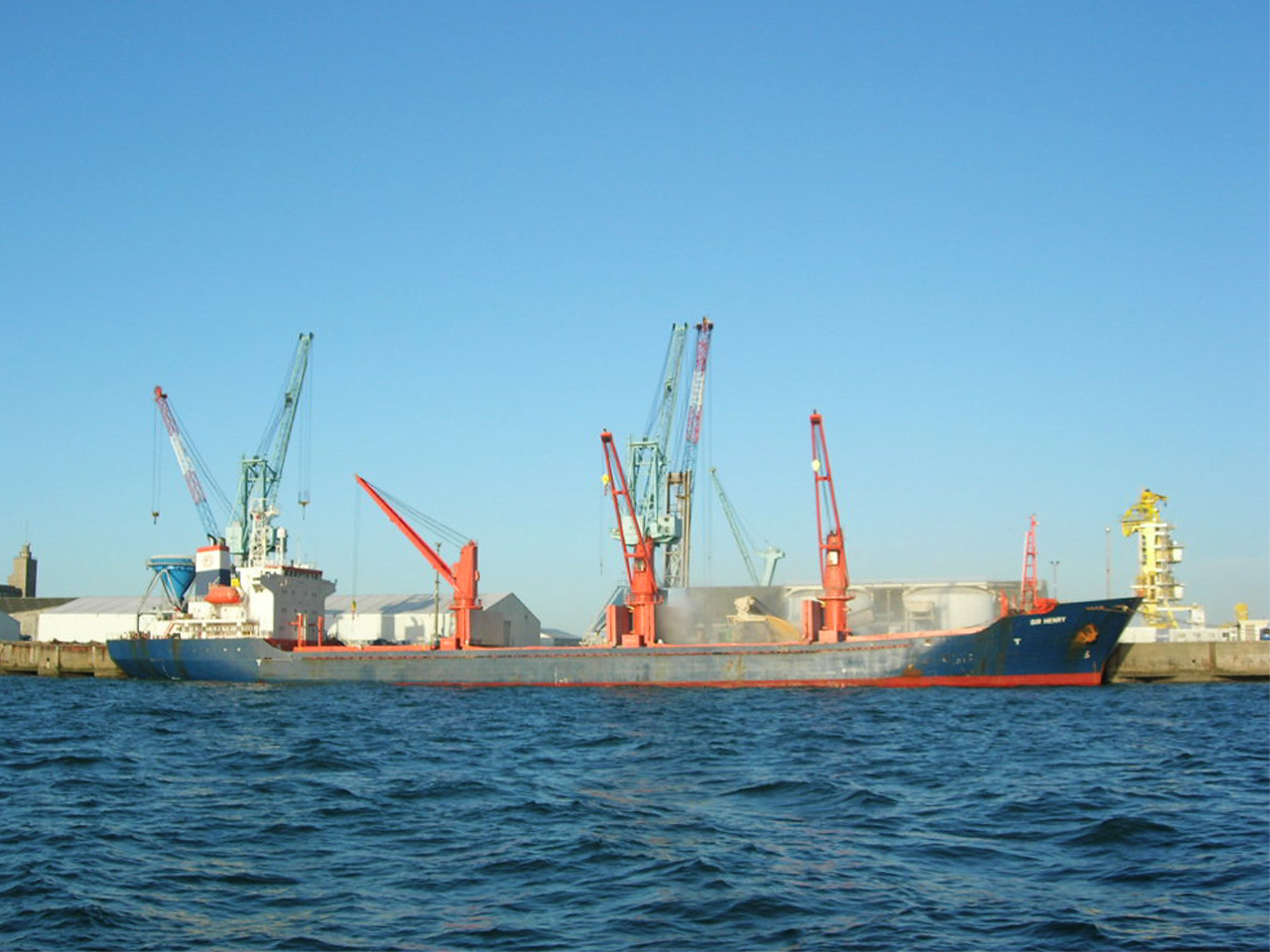
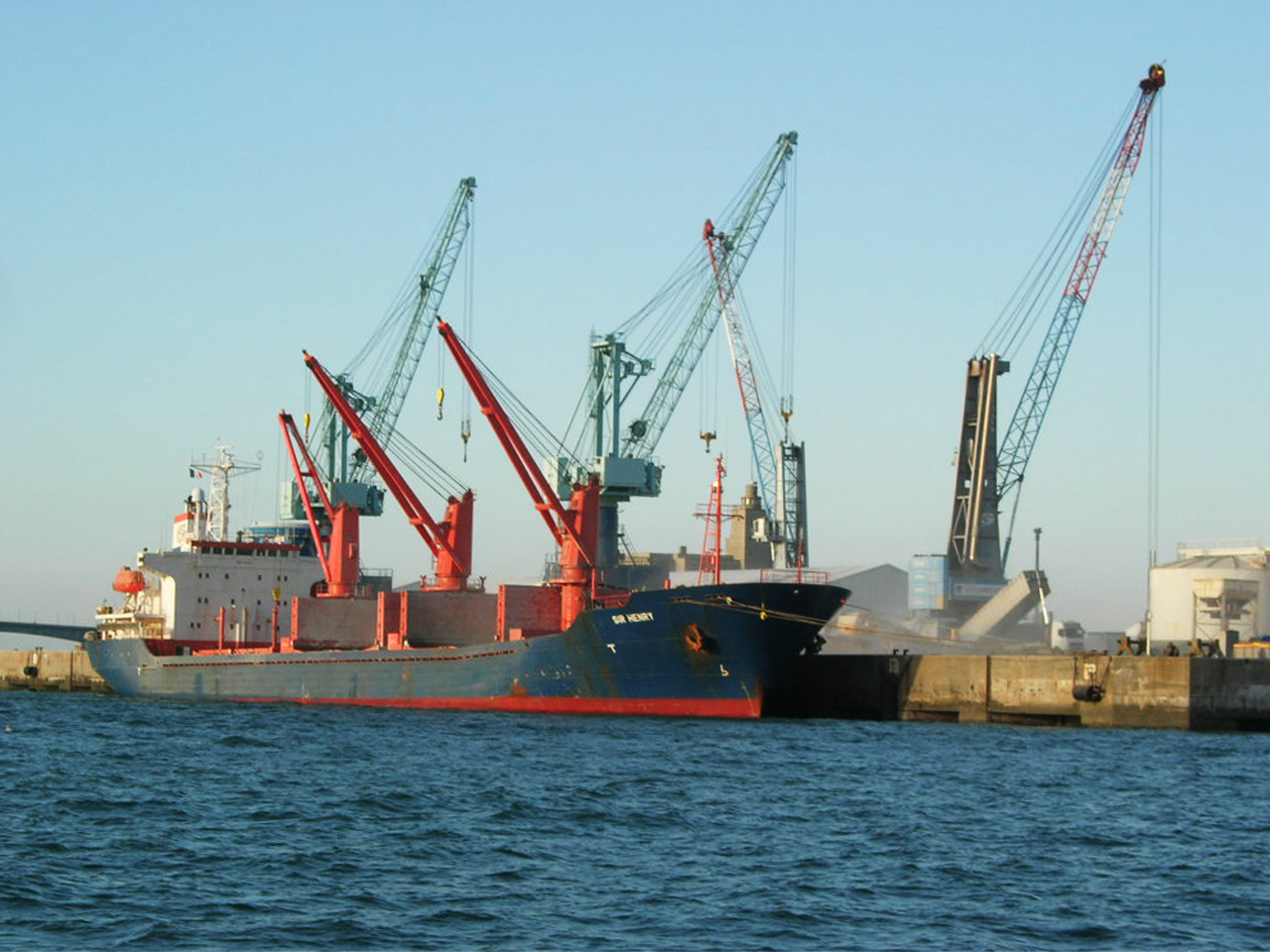
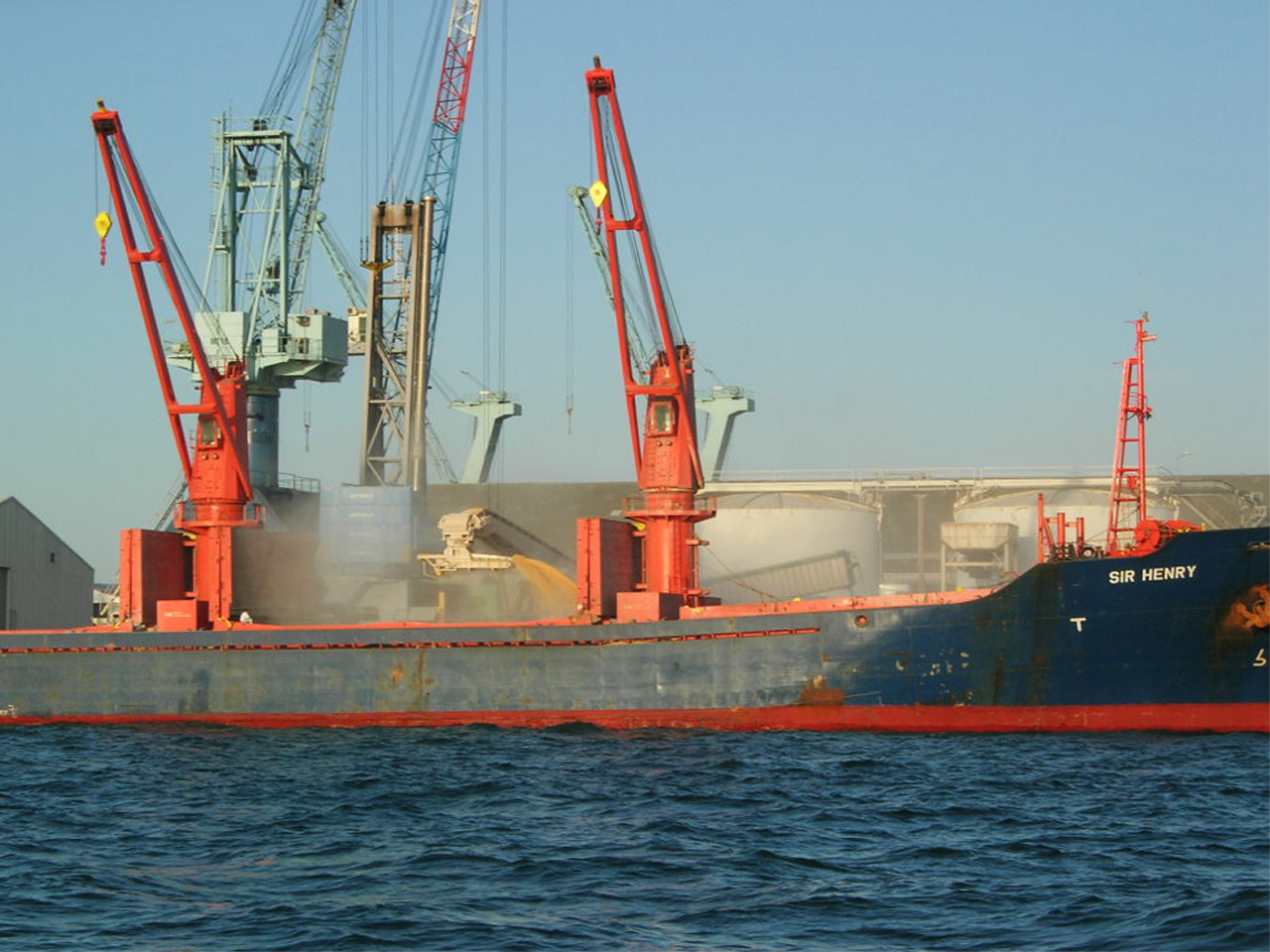

Chargement du M/V Sir Henry au port de La Pallice à La Rochelle